# Okienko (jezioro)
Okienko – małe jezioro wytopiskowe w woj. wielkopolskim, w powiecie międzychodzkim, w gminie Sieraków, we wsi Góra, leżące na terenie Pojezierza Poznańskiego.